# Ostinato Destino – Hartnäckiges Schicksal
Ostinato Destino – Hartnäckiges Schicksal ist eine italienische Filmkomödie aus dem Jahr 1992. Die Story, von Antonio Nibby erdacht, baute Francesco Costa zu einem Drehbuch aus. Regie führte Gianfranco Albano. In der Hauptrolle ist Monica Bellucci zu sehen, sie verkörpert Zwillingsschwestern.

## Handlung
Die Grande Dame Seniora Carolina Rambaldi, reiche Spielzeugproduzentin, hinterlässt ihren Erben ein beträchtliches Vermögen.
Ihre drei Kinder, in ihren Augen allesamt faul und überheblich, sollen aber lediglich den Pflichtanteil erben, verfügte sie zu Lebzeiten. Die restliche Summe geht an denjenigen, der zuerst ein Kind zeugt. Alle drei führten bisher ein recht selbstbezogenes Leben ohne Sinn für Familie oder gar Kinder. Allein Marcello, der Jüngste im Bunde und ein Gigolo par excellence, sieht darin kein Problem, liegen ihm die Frauen doch zu Füßen. Er wählt die kurz vor dem Selbstmord stehende Marina, die er noch am Tag der Testamentseröffnung auf der Straße kennenlernt, indem er sie davon abhält, in den Fluss zu springen. Beim Anblick des Schlosses, das Marcello erben wird, stimmt sie einer Heirat zu. Nach der Hochzeit erfährt Marina, ihre Aufgabe sei lediglich das Austragen eines Kindes, woraufhin die Übertragung des großen Vermögens an Marcello erfolgen wird. Somit ist auch sie am Gelingen des Vorhabens „Schwangerschaft“ interessiert.
Marcellos Geschwister, die hochmütige Lucrezia und der schwule Cesare, setzen alles daran, das Gelingen zu torpedieren, und schrecken dabei auch vor Mord nicht zurück. Marinas erste Schwangerschaft endet als Fehlgeburt, wie sie es aus ihren früheren beiden Ehen kennt. Von ihrer Zwillingsschwester Angela erhält sie den Tipp, den Embryo für die ersten drei kritischen Monate in einer künstlichen Gebärmutter unter ärztlicher Aufsicht und Kontrolle heranwachsen zu lassen. Eine Münchner Klinik böte dieses Verfahren an. Sobald Marina wieder schwanger ist, vereinbart sie einen Termin zur Entnahme des Keimlings in ebendieser Klinik. Angela soll während ihrer einwöchigen Abwesenheit die Stellung halten und Marinas Platz im Hause Rambaldi einnehmen. Cesare und sein Geliebter Ken bekommen Wind von dem Tausch, reisen ebenfalls nach Deutschland und schmuggeln eine Bombe in das Flugzeug, mit dem Marina wieder zurück nach Italien fliegt. Als die Bombe explodiert und Marina dabei ums Leben kommt, spürt Angela den Schmerz und den Tod ihrer Schwester durch telepathische Verbundenheit. Aus dem Jenseits sendet Marina Nachrichten an ihre Schwester, die sich inzwischen in Marcello verliebt hat: Angela soll ihr Kind austragen und mit Marcello glücklich werden.

## Hintergrund
Gedreht wurde in den norditalienischen Städten Parma, Colorno und Salsomaggiore Terme. Die auf einer Anhöhe gelegene Burg Tabiano stellt im Film das Domizil der Familie Rambaldi dar. Das erste Zusammentreffen der beiden Hauptdarsteller wurde neben dem Palazzo Ducale in der o. g. Kleinstadt Colorno gedreht.
An der Produktion waren Faso Film und San Francisco Film beteiligt. Der DVD-Vertrieb erfolgte in Deutschland durch Starmedia Entertainment.